# بارلفوغ
بارلفوغ (بالنرويجية: Berlevåg)‏ هي بلدية في مقاطعة فينمارك، النرويج. المركز الإداري للبلدية هي قرية بارلفوغ. هناك مستوطنتين في بلدية بارلفوغ هما: قرية بارلفوغ وقرية كونغسفيورد (يقطنها قرابة 45 نسمة). ويعيش تقريباً جميع سكان البلدية في قرية بارلفوغ.